# Düzgün Yildirim
Düzgün Yildirim (Mazgirt, 18 augustus 1963) is een Nederlands politicus van Turks-Koerdische komaf. Bij de Eerste Kamerverkiezingen 2007 werd hij met voorkeurstemmen in de Eerste Kamer der Staten-Generaal gekozen op de lijst van de SP. Nadat de SP hem royeerde, vormde hij een eenmansfractie.

## Levensloop
Yildirim was politiek actief in zijn geboorteland, maar kwam in september 1980 als politiek vluchteling naar Nederland. Hij was werkzaam op een vleesfabriek en volgde in de avonduren een studie organisatie en management. In Hengelo richtte hij het eerste multiculturele jongerencentrum van Nederland op. In 1994 kwam hij namens de Partij van de Arbeid in de gemeenteraad van Zwolle. Een derde plek op de SP-lijst was aanvankelijk niet genoeg om terug te keren in de raad, maar in maart 2003 kwam hij alsnog opnieuw in de Zwolse gemeenteraad. Tegelijkertijd werd hij gekozen in de Provinciale Staten van Overijssel, waar hij fractievoorzitter werd. Yildirim was van 2002 tot 2007 tevens als regiovertegenwoordiger lid van het landelijke partijbestuur van de SP. Hij begeleidt een aantal staten- en gemeenteraadsfracties.
Bij de Tweede Kamerverkiezingen 2006 stond Yildirim kandidaat in de kieskringen Zwolle, Nijmegen en Arnhem, nadat een poging van zijn afdeling om hem op een hogere verkiesbare plaats te krijgen mislukte. Bij de Eerste Kamerverkiezingen 2007 was hij 18e op de kandidatenlijst van de SP, maar werd hij door voorkeurstemmen van één Drents en vijf Overijsselse Statenleden gekozen als een van de twaalf senatoren van de SP. Ondanks een verzoek van het partijbestuur via de pers om zijn zetel ter beschikking te stellen aan een door de partij hogergeplaatste kandidaat, liet Yildirim zich op 12 juni 2007 beëdigen. Twee weken later vroeg in navolging van het partijbestuur een ruime meerderheid van de landelijke partijraad van de SP aan Yildirim om zijn zetel op te geven. Het nieuwbakken Kamerlid liet weten daar vooralsnog niet op in te gaan en legde al zijn overige functies binnen de partij neer.
Enkele dagen na de partijraad werd door de partijleiding van de SP het weblog van Yildirim uit de lucht gehaald. RTV Oost meldde op 30 juni dat Yildirim onder voorwaarden zijn zetel op wil geven. Op een persconferentie twee weken later meldde hij de oprichting van het Comité Democratisering Socialistische Partij, dat met voorstellen wil komen om de interne democratie te bevorderen. Partijleider Jan Marijnissen liet op 17 juli 2007 echter weten dat Yildirim gehoor moet geven aan het besluit van de partijraad en zijn Senaatszetel moet opgeven. Zo niet, dan dreigt royement.
Het SP-partijbestuur zegde op 7 september 2007 het SP-lidmaatschap van Yildirim op. Daarna richtte Yildirim zijn eigen politieke partij op met de naam Solidara. Hij maakte deze naam bekend in het tv-programma Pauw & Witteman op 12 september 2007. Yildirim koos voor de naam "Solidara" omdat het uit de hulptaal Esperanto afkomstig is en betekent dat het de mensen verbindt. De letterlijke vertaling is "solidair".
Bij de Europese Parlementsverkiezingen 2009 was Yildirim lijsttrekker voor Solidara. Solidara haalde echter de kiesdrempel niet.

## Persoonlijk
Yildirim woont samen met Margriet Twisterling, de voormalige fractievoorzitter van de SP in de gemeenteraad van Zwolle en nummer 7 op de kandidatenlijst voor Solidara bij de Europese Parlementsverkiezingen in 2009.
- Parlement.com: vhl718mumlwg